# Lucasioides taitii
Lucasioides taitii là một loài chân đều trong họ Trachelipodidae. Loài này được Kwon miêu tả khoa học năm 1993.